# 桂鷹治
桂 鷹治（かつら たかじ、1989年6月22日 - ）は、日本の落語家。落語芸術協会所属。出囃子∶『春雨のおくり』。本名∶高木 陽輔。

## 来歴・人物

結三柏は、桂文治一門の定紋である。

愛知県岡崎市出身。岡崎市立男川小学校の落語クラブで落語に出会う。岡崎市立美川中学校、愛知県立岡崎北高等学校卒業。岐阜大学地域科学部に進学。軽い気持ちで落語研究会に入るが、部員が5人しかいなかったため、「いきなり部活を背負って立つ立場になった」という。
大学3年生だった2011年（平成23年）2月に第8回全日本学生落語選手権・策伝大賞に三流亭 今壱の高座名で出場して優勝。大学卒業にあたり一旦は東京の広告代理店から内定を受けていたが、2012年（平成24年）3月に2代目桂平治（11代 桂文治）に弟子入り。前座名は「たか治」で、初高座は浅草演芸ホールで「子ほめ」。2016年（平成28年）6月に三遊亭遊子とともに二ツ目に昇進して「鷹治」に改名した。
同じ落語芸術協会に所属する10人（他のメンバーは、春風亭鯉づむ、春風亭昇吾、桂竹千代、昔昔亭喜太郎、瀧川鯉白、三遊亭遊子、古今亭今いち、立川幸之進、笑福亭希光）で「芸協カデンツァ」というユニットを組んでいる。実質的に「成金」の後継にあたる。
2020年2月、ギャラクシー賞のテレビ部門フロンティア賞を受賞したYoutube「神田伯山ティービィー」（プロデュース：冬夏株式会社（古舘理沙)、監修：九龍ジョー、編集：岩淵弘樹）において、古今亭今いち・笑福亭希光と共に、六代目神田伯山真打昇進襲名披露興行の番頭として通常の撮影クルーが入ることができない寄席の楽屋にハンディカメラを持って入り、舞台裏の様子を三人で29日間連続撮影し続けた。

## 芸歴
- 2012年
  - 3月∶二代目桂平治に入門。
  - 5月∶楽屋入り、前座名「たか治」。
- 2016年6月中席∶二ツ目昇進「鷹治」と改名。

## 出演

### 舞台
- S F 時代活劇「虹色とうがらし」（2021年8月、スーパーエキセントリックシアター）- 胡麻 役